# Christian von Zweybrücken (1782–1859)

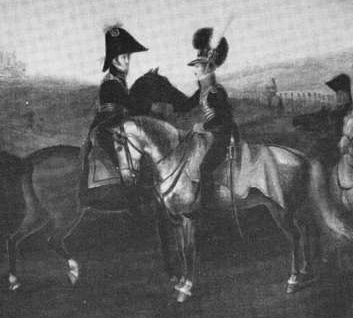
Karl August von Zweybrücken (rechts) und sein Bruder Christian nehmen Abschied, 1812. Gemälde von Albrecht Adam

Christian Marianne Wilhelm August Franz Freiherr von Zweybrücken, vor 1792 Graf von Forbach (* 30. August 1782 in Forbach (Moselle); † 25. April 1859 in München) war ein aus dem Haus Wittelsbach abstammender Freiherr und bayerischer Offizier. Er darf nicht mit seinem Onkel Christian von Zweybrücken, einem bayerischen General der Infanterie, verwechselt werden.

## Leben
Er war der Enkel Herzogs Christian IV. von Pfalz-Zweibrücken und Sohn des Freiherrn Wilhelm von Zweybrücken (1754–1807), sowie dessen Gattin Martine-Adelaide de Polastron (1760–1795).
Der Junge wuchs im lothringischen Forbach auf und musste nach Beginn der Französischen Revolution mit seiner Familie von dort flüchten. Über Zweibrücken kamen sie nach München, wo des Vaters Cousin Maximilian Joseph als Kurfürst bzw. ab 1806 als König regierte.
Christian von Zweybrücken trat 1799 in die Bayerische Armee ein und wurde Leutnant im Chevaulegers-Regiment „Kurfürst“. 1804 war er Rittmeister im Generalstab. In der Schlacht von Wagram 1806 rettete er General von Wrede das Leben. Er machte rasch militärische Karriere und war ab 1812 Oberstleutnant. Sein Bruder Karl August von Zweybrücken kam dagegen im Russlandfeldzug von 1812 um. Christian von Zweybrücken diente weiter in der Bayerischen Armee und wurde 1824 zum Generalmajor und 1836 Generalleutnant befördert. Er war ab 1845 Generalkapitän der Hartschiere und wurde schließlich 1850 General der Kavallerie.
Christian von Zweybrücken war zwei Mal verheiratet. Zunächst seit dem 24. Juli 1798 mit Christiane Freiin von Guttenberg-Steinenhausen (1798–1817), nach ihrem Tod heiratete er am 4. August 1818 Karoline Friederike Walpurga Marie von Rechberg und Rothenlöwen (1798–1878). Mit seiner ersten Frau hatte er ein Kind, das den Namen Karoline Therese trug, im Februar 1817 geboren wurde und im Oktober 1818 starb.
Christian von Zweibrücken starb 1859 in München. Mit ihm starb das Geschlecht der Freiherrn von Zweybrücken im Mannesstamm aus.

## Auszeichnungen (Auswahl)
- Offizier der Ehrenlegion  (1806)[2]
- Ritter II. Klasse des Annenordens (1812)
- Ritter des Österreichisch-kaiserlichen Leopold-Ordens (1812)
- Komtur des Verdienstordens der Bayerischen Krone  (1824)
- Ehrenkreuz des Ludwigsordens (1840)
- Orden vom Zähringer Löwen (1840)
- Großkreuz des Verdienstordens vom Heiligen Michael (1842)
- Ritter des Hubertusordens (1852)